# Banditastrild
Banditastrild (Stagonopleura bella) är en fågel i familjen astrilder inom ordningen tättingar. Den förekommer endast i sydöstra Australien. Beståndet anses vara livskraftigt.

## Utseende
Banditastrilden är en mycket liten och knubbig fågel med kort stjärt. Undersidan är fint tvärbandad och näbben är lysande röd. I flykten syns röda övergumpen tydligt. Tygeln är mycket mörk, medan det runt ögat syns en ljus ögonring. Liknande rödbrynad astrild saknar tvärbandningen undertill och den mörka tygeln, medan diamantastrilden har vit buk och kraftigt fläckade flanker.

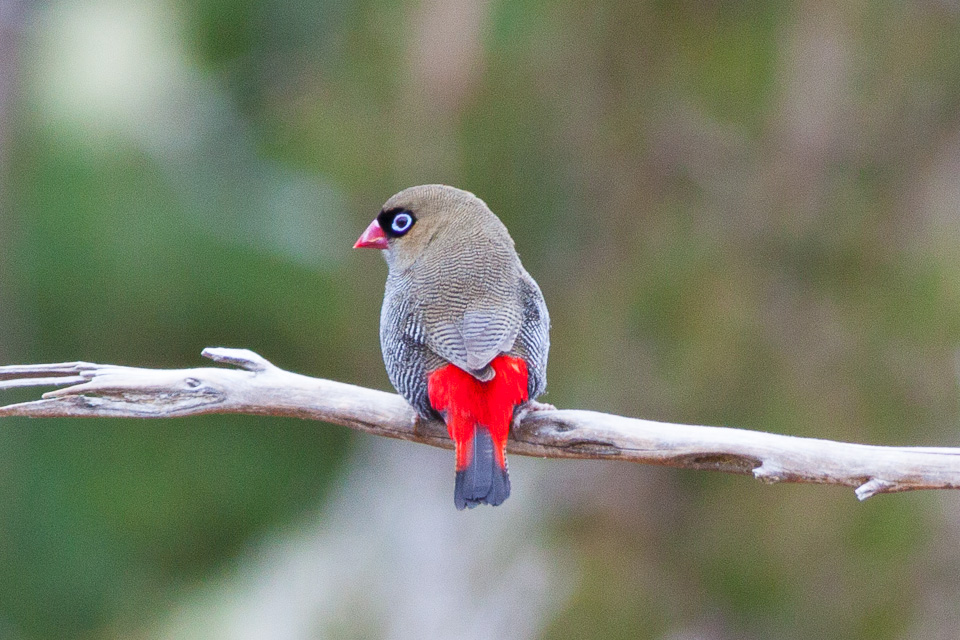

## Utbredning och systematik
Banditastrilden förekommer i sydöstra Australien. Den behandlas antingen som monotypisk eller delas in i tre underarter med följande utbredning:
- Stagonopleura bella bella – sydöstra Australien (från Hunter River i New South Wales till södra Victoria och Tasmanien)
- Stagonopleura bella interposita – sydöstra South Australia och angränsande sydvästra Victoria
- Stagonopleura bella samueli – South Australia (Kangaroo Island och Mount Lofty-bergen)

## Status
Arten har ett stort utbredningsområde och beståndet anses vara stabilt. Internationella naturvårdsunionen IUCN listar den därför som livskraftig (LC).